# Daviesia daphnoides
Daviesia daphnoides är en ärtväxtart som beskrevs av Meissner. Daviesia daphnoides ingår i släktet Daviesia, och familjen ärtväxter. Inga underarter finns listade i Catalogue of Life.